# 江陵冰球中心
江陵冰球中心（韓語：강릉 하키 센터）是一座位於韓國江陵市的室內體育館。2018年冬季奧林匹克運動會冰球比賽男子賽事和獎牌賽將於此舉行。2018年冬季帕拉林匹克運動會的雪橇曲棍球也於此舉行。場館的建築費用為1080億韓圓。2014年7月動工，2017年3月完工。